# Ring of Kerry
Il Ring of Kerry è un tratto di strada celebre in tutto il mondo per gli splendidi ed incontaminati paesaggi, situato nell'Irlanda sud-occidentale, e più precisamente nella penisola di Iveragh, nella contea del Kerry. Il termine ring (anello) è dovuto al fatto che il percorso è circolare e torna al punto di partenza.
La strada parte dalla cittadina di Killarney e attraversa, prima di tornare alla località di partenza con un tragitto di circa 170 km, le altre località di Kenmare, Sneem, Waterville, Cahersiveen e Killorglin. Gli ambienti percorsi sono di ogni tipo, dalla costa, disseminata di piccole insenature e isolette, alla zona interna montagnosa, dove sono situati anche il monte Carrantuohill, i celebri laghi di Killarney e il Parco Nazionale di Killarney.
L'itinerario include anche la limitrofa Valentia Island, raggiungibile via mare per mezzo di un traghetto, oppure con l'automobile tramite un ponte in corrispondenza della località di Portmagee.
Accanto al tragitto tipico per veicoli, articolato nelle strade N70, N71, N72 e R562, c'è anche un tragitto a piedi e uno per ciclisti.
Luoghi di interesse, oltre gli splendidi paesaggi, sono la Muckross House e l'Abbazia di Muckross (nei pressi di Killarney), Staigue Fort, la Derrynane House (residenza di Daniel O'Connell) e il Castello di Ballycarbery.

## Galleria d'immagini

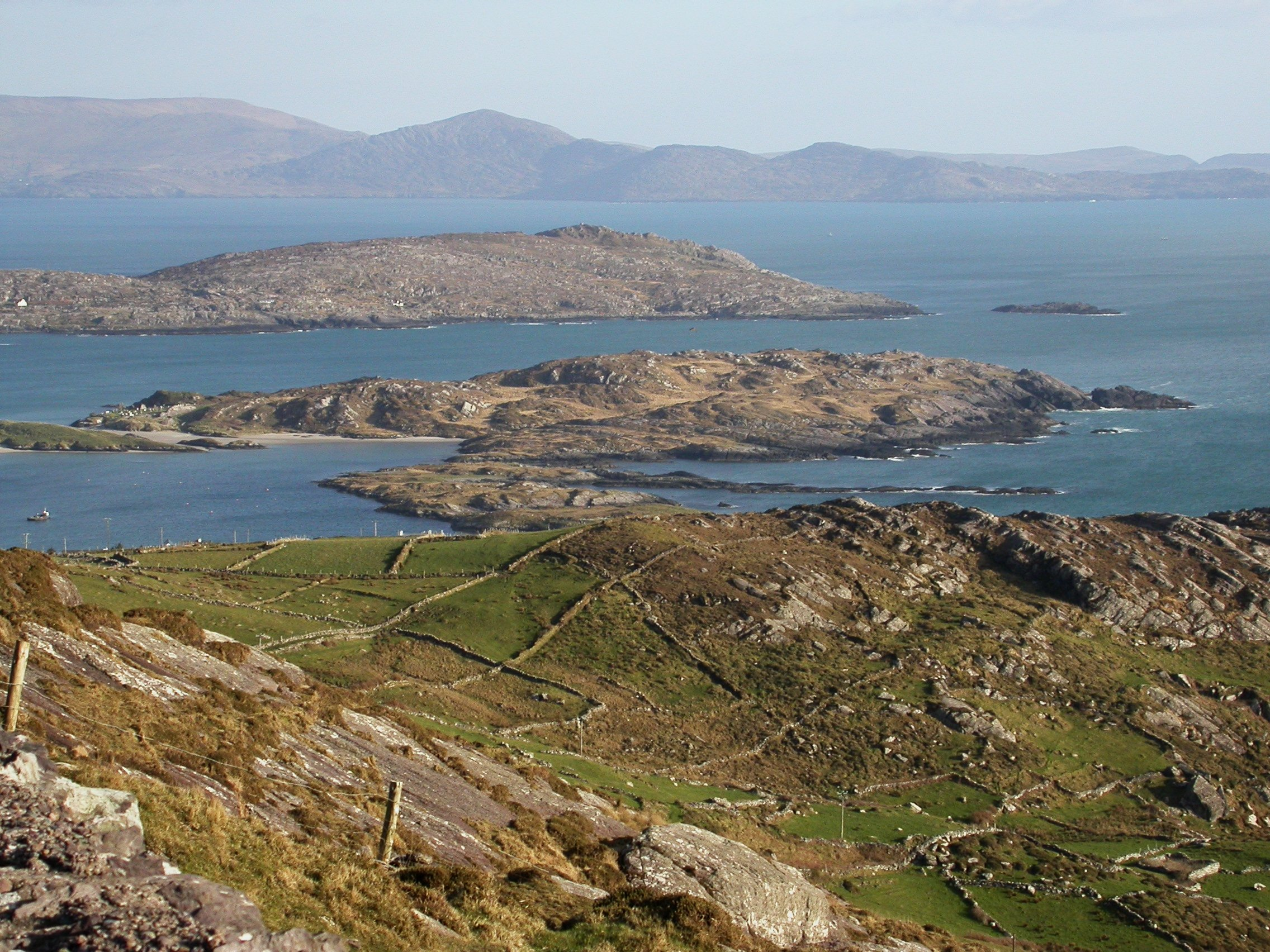
Parte meridionale del Ring of Kerry
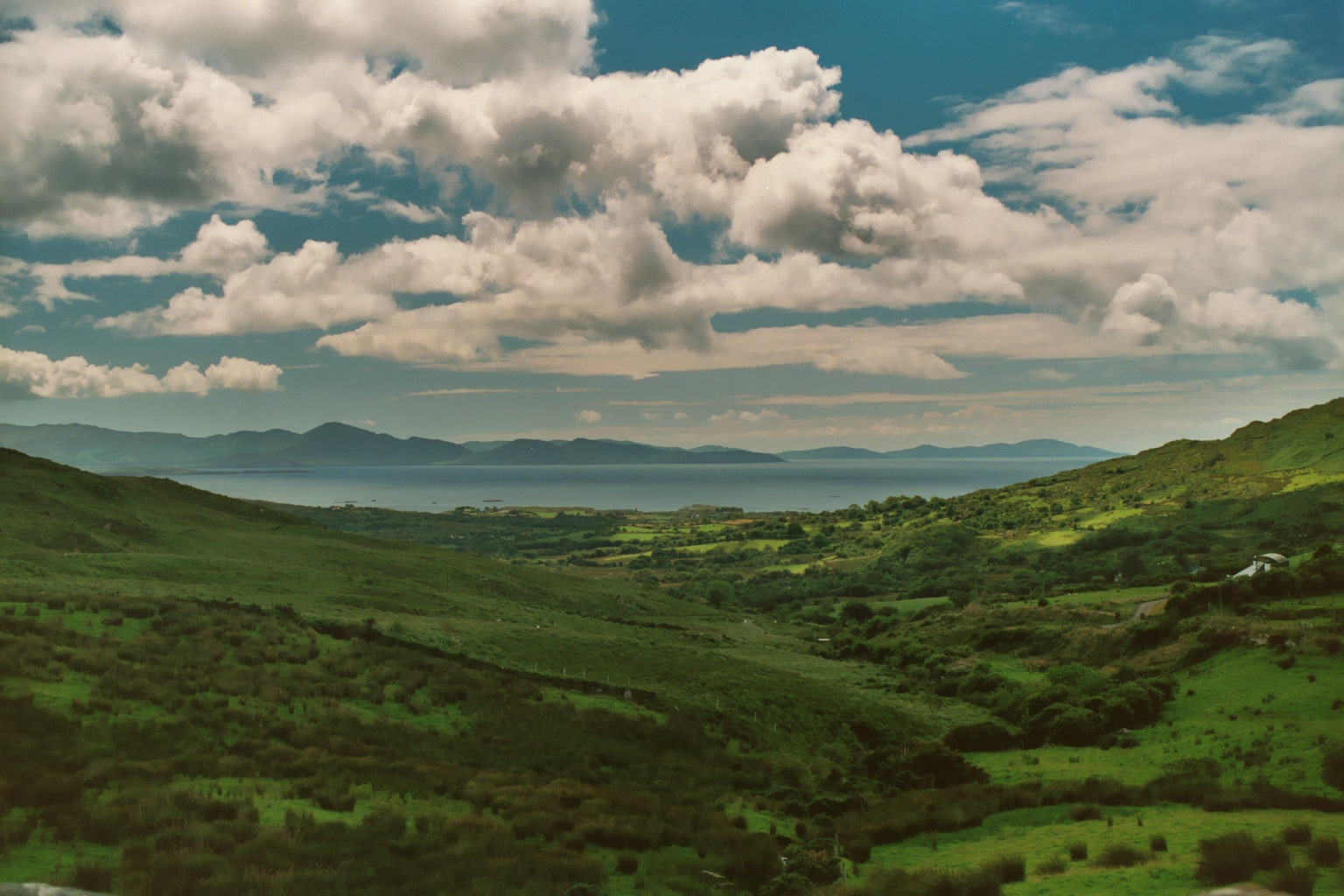
Veduta panoramica della zona interna
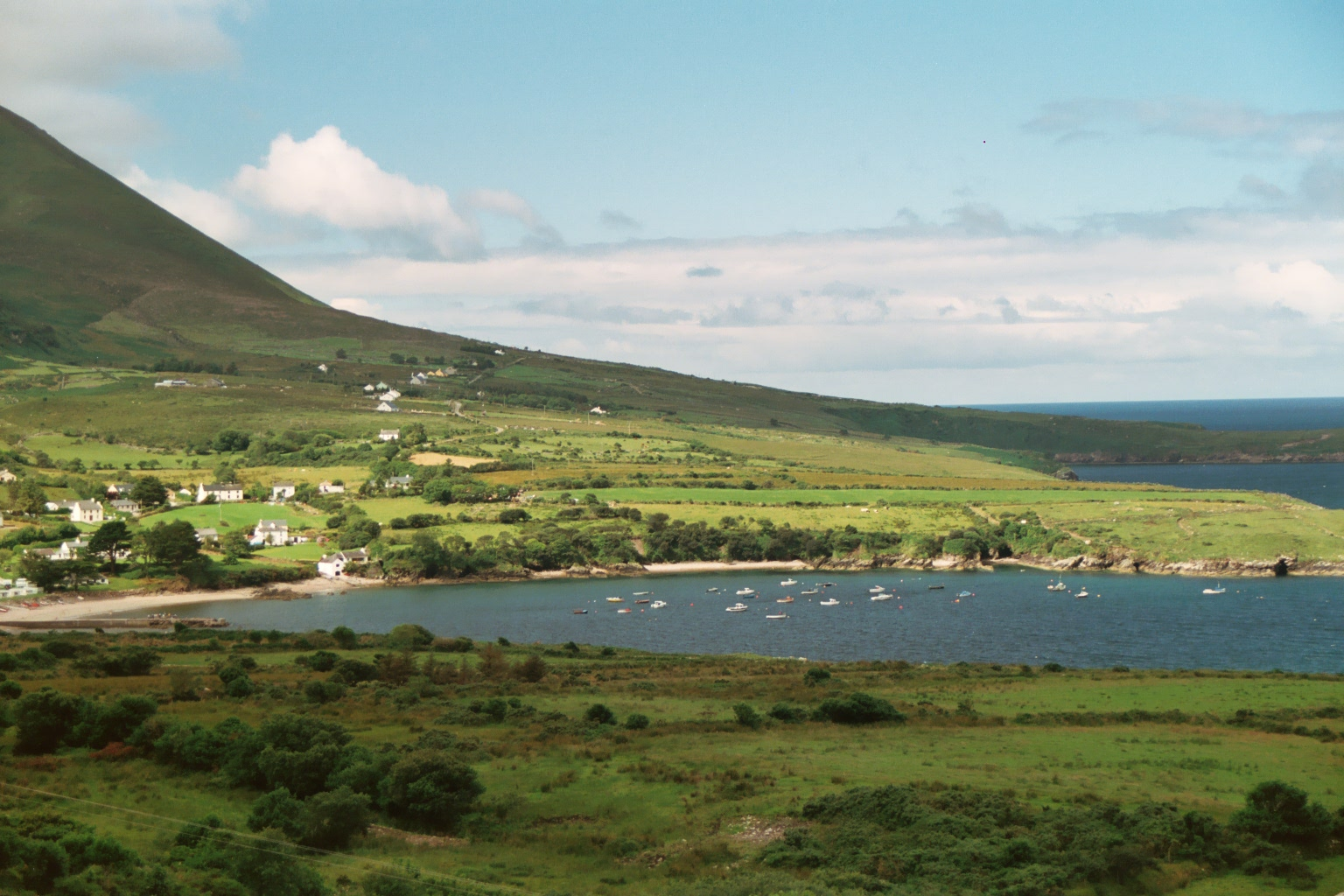
La Kell's Bay
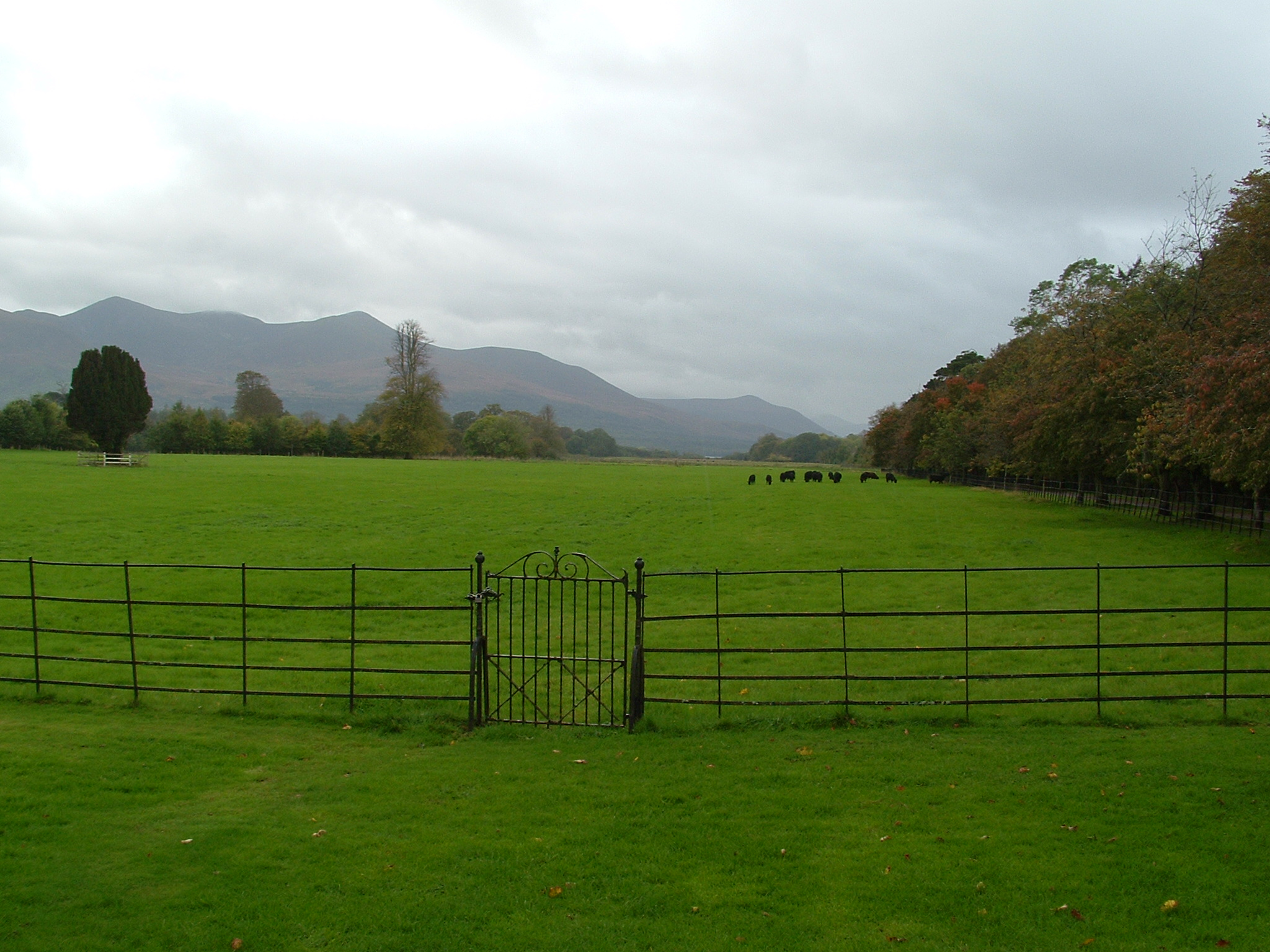
Vista del Killarney National Park
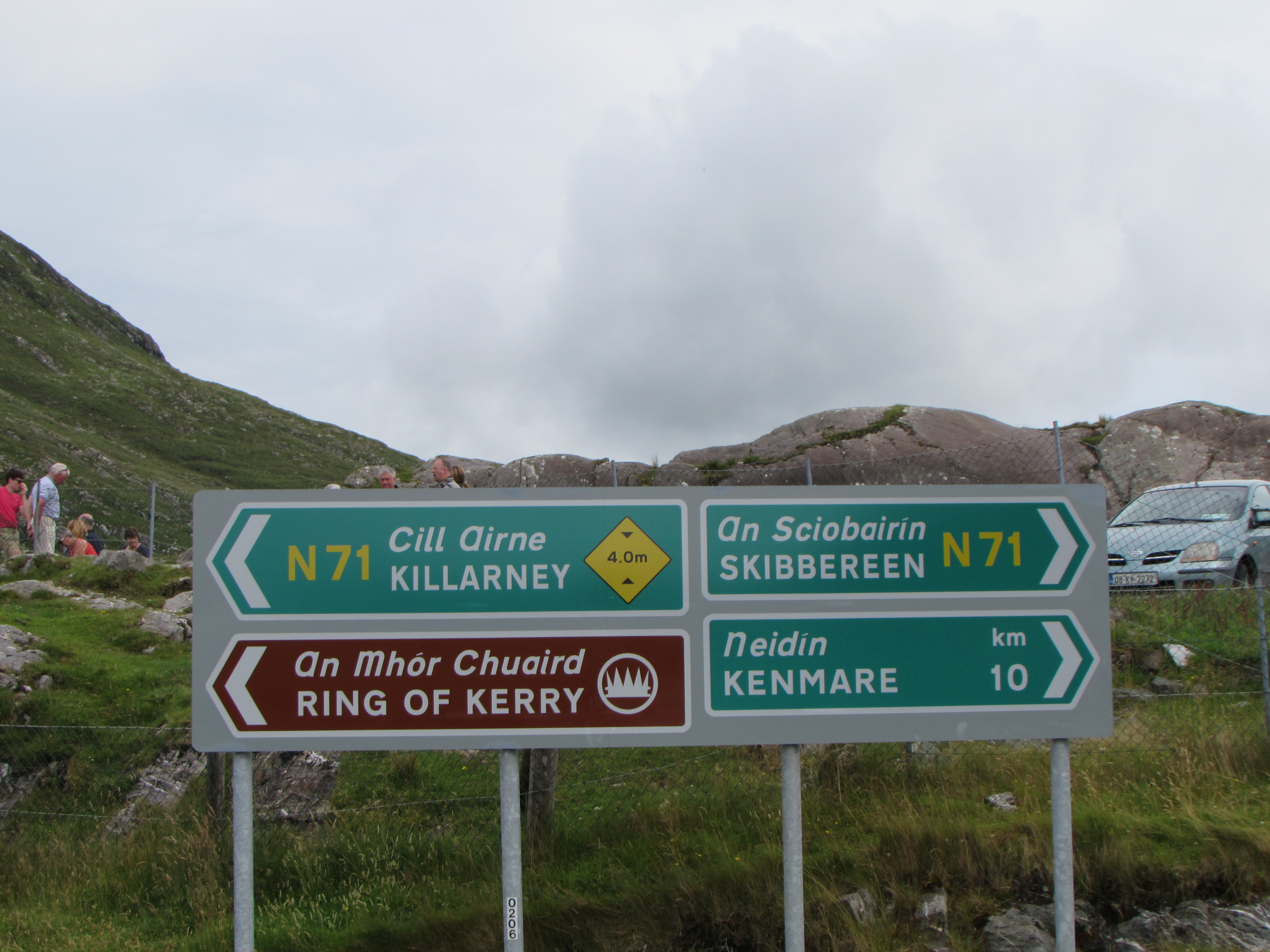
Cartelli stradali sul Ring of Kerry